# Viaduc du Magnan
Pour les articles homonymes, voir Magnan.
Le viaduc du Magnan est un pont en poutre-caisson situé à Nice dans les Alpes-Maritimes, en France.

## Présentation
Il porte l'autoroute A8 dans sa section du contournement nord de Nice et franchit le vallon de Magnan ou de la Madeleine.
Il est long de 486 mètres et ses piles en forme de H ont une hauteur maximale de 90 mètres.
Construit par encorbellements successifs, il est en fait constitué de deux viaducs parallèles séparés d'environ dix mètres. Le viaduc sud fut achevé en 1975 et mis en service en décembre 1976. La circulation se faisait alors de façon bidirectionnelle sur ce seul tablier. Le second viaduc, au nord, fut terminé en 1983 et la circulation put se faire de façon unidirectionnelle sur chaque tablier.